# Radejčín (rozhledna)
Rozhledna Radejčín (někdy nazývaná „rozhledna Dubice“) se nachází na bezejmenné kótě 375 m n. m. v Českém středohoří, cca 600 m vzdušnou čarou severovýchodně od železniční zastávky Radejčín, jihozápadně od vsi Dubice a severozápadně od obce Prackovice nad Labem, na jejímž katastrálním území leží, a to jen několik metrů od hranice s katastrálním územím Dubice nad Labem. Rozhledna se tudíž nachází na území okresu Litoměřice.

## Historie rozhledny
Rozhledna, která vznikla jako součást vysílače mobilního operátora Vodafone, byla dokončena v listopadu 2009. Vzhledem k tomu, že současně nebyla vyřešena otázka jejího zpřístupnění, rozhledna byla oficiálně otevřena pro veřejnost až v červenci roku 2010. Celková výška kovové věže je 30 metrů, vyhlídková plošina se nachází ve výšce 20 metrů a cestou k ní je nutno překonat 97 schodů po vnitřním točitém schodišti. Část rozhledny pod ochozem je zajímavě opláštěna. 

## Přístup
Od železniční zastávky Radejčín, kde od roku 2013, kdy během stavby dálnice D8 došlo nedaleko odtud v důsledku sesuvu půdy ke zničení většího úseku železniční tratě, končí vlaky z Teplic a dále musí cestující pokračovat autobusem, vede žlutě značená polní cesta přímo k rozhledně. 
Je možné též využít autobus 457 z Ústí nad Labem do Dubic nebo na konečnou Dubičky, odtud dále po žluté turistické značce pokračovat kolem vyhlídky Jaroslava Srby a rozhledny směrem k železniční zastávce Radejčín.Od železniční zastávky je rozhledna po polní cestě vzdálena necelých 800 metrů, z Dubic pak zhruba 1,5 km. 

## Výhled
Z rozhledny je kruhový výhled na vrcholy Českého středohoří – Kletečnou, Vaňovský vrch, Varhošť, Deblík, Trabice, Plešivec, Strážiště, Radobýl, Sedlo, Milešovka, lze spatřit i Říp či zříceninu hradu Kamýk u Litoměřic, na severozápadě pak hřeben Krušných hor.

## Fotogalerie

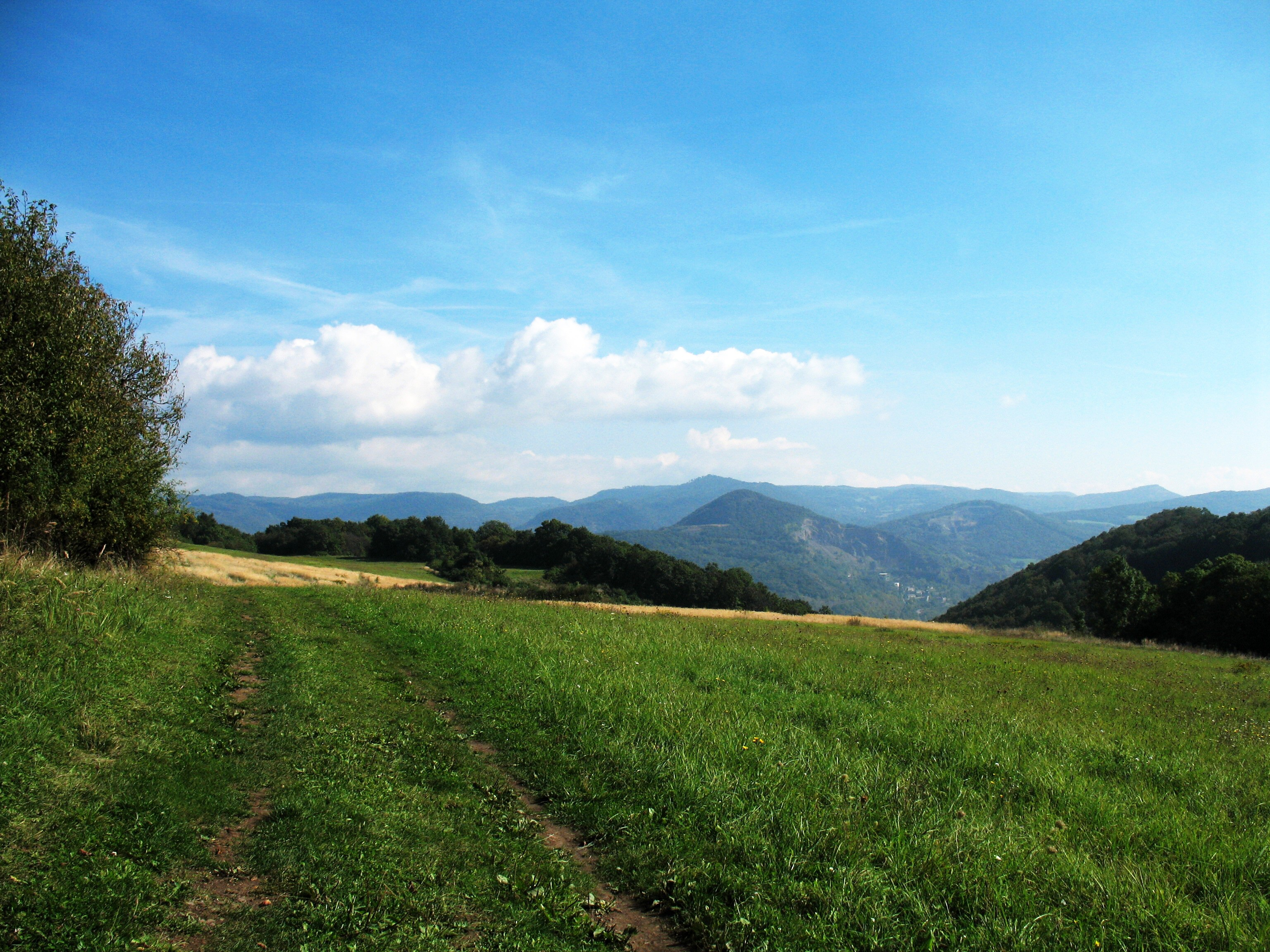
České středohoří od cesty k rozhledně
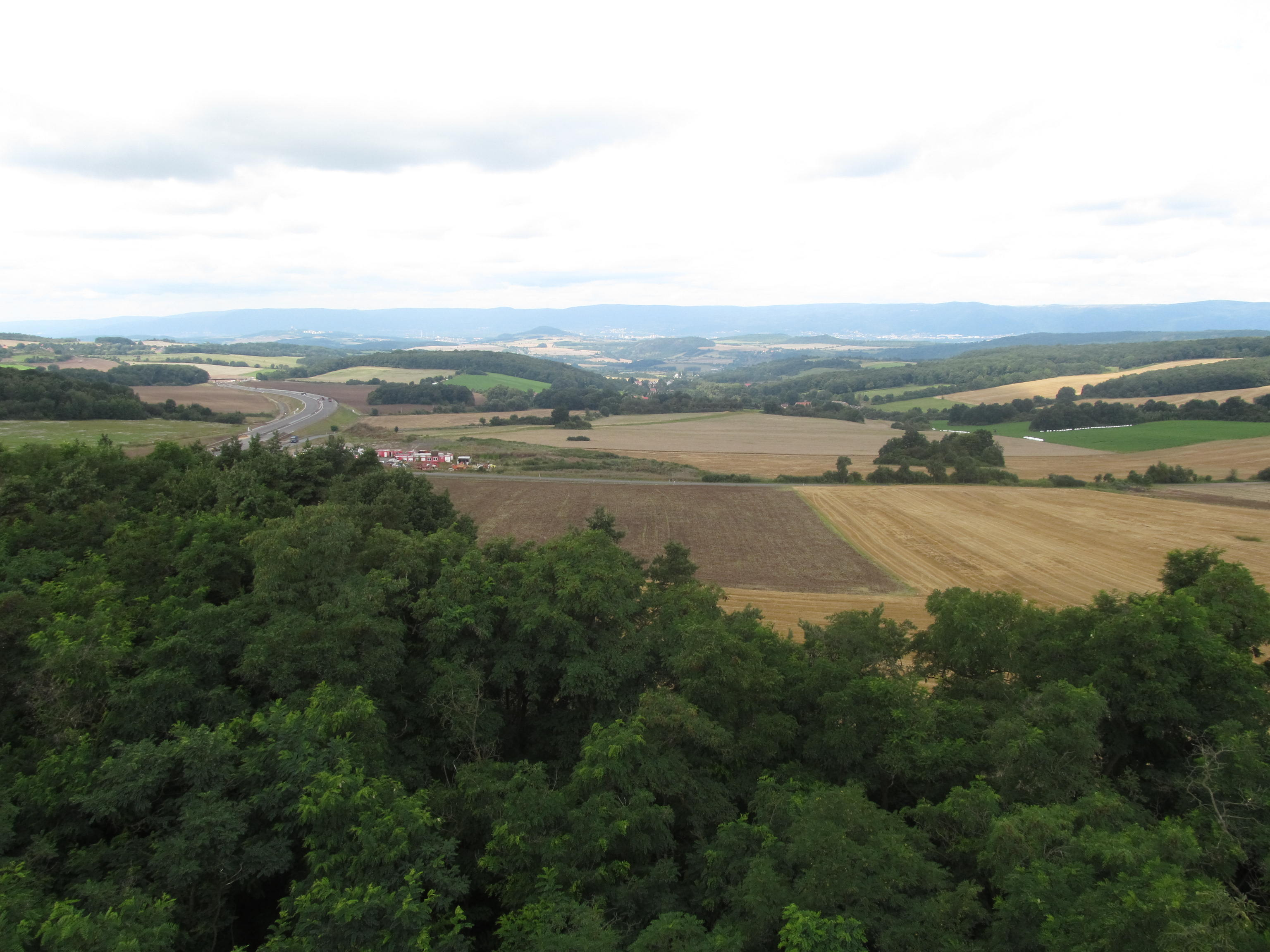
Výhled na dálnici D8 a Krušné hory
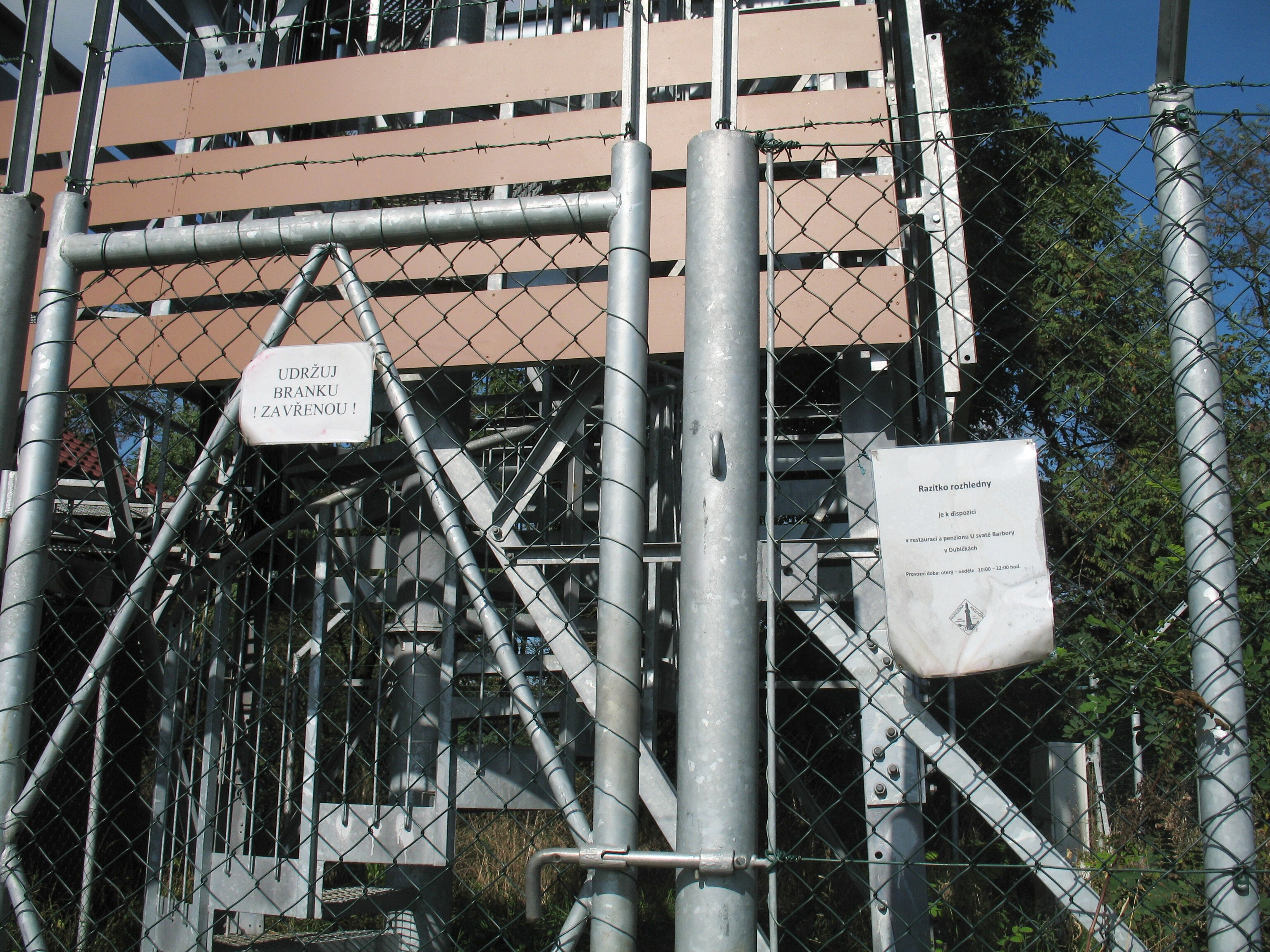
Přístup ke schodišti
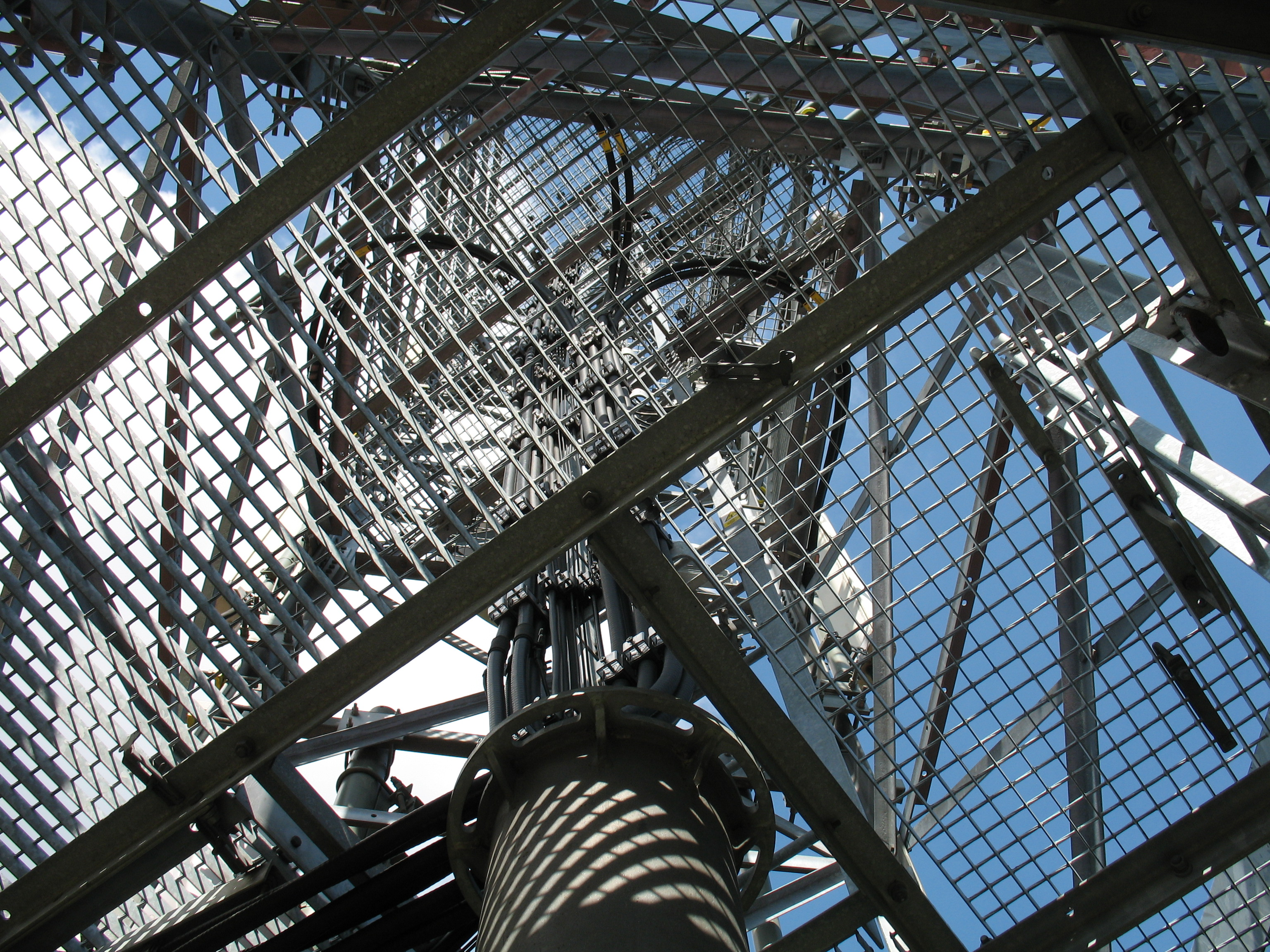
Konstrukce pod vyhlídkovou plošinou
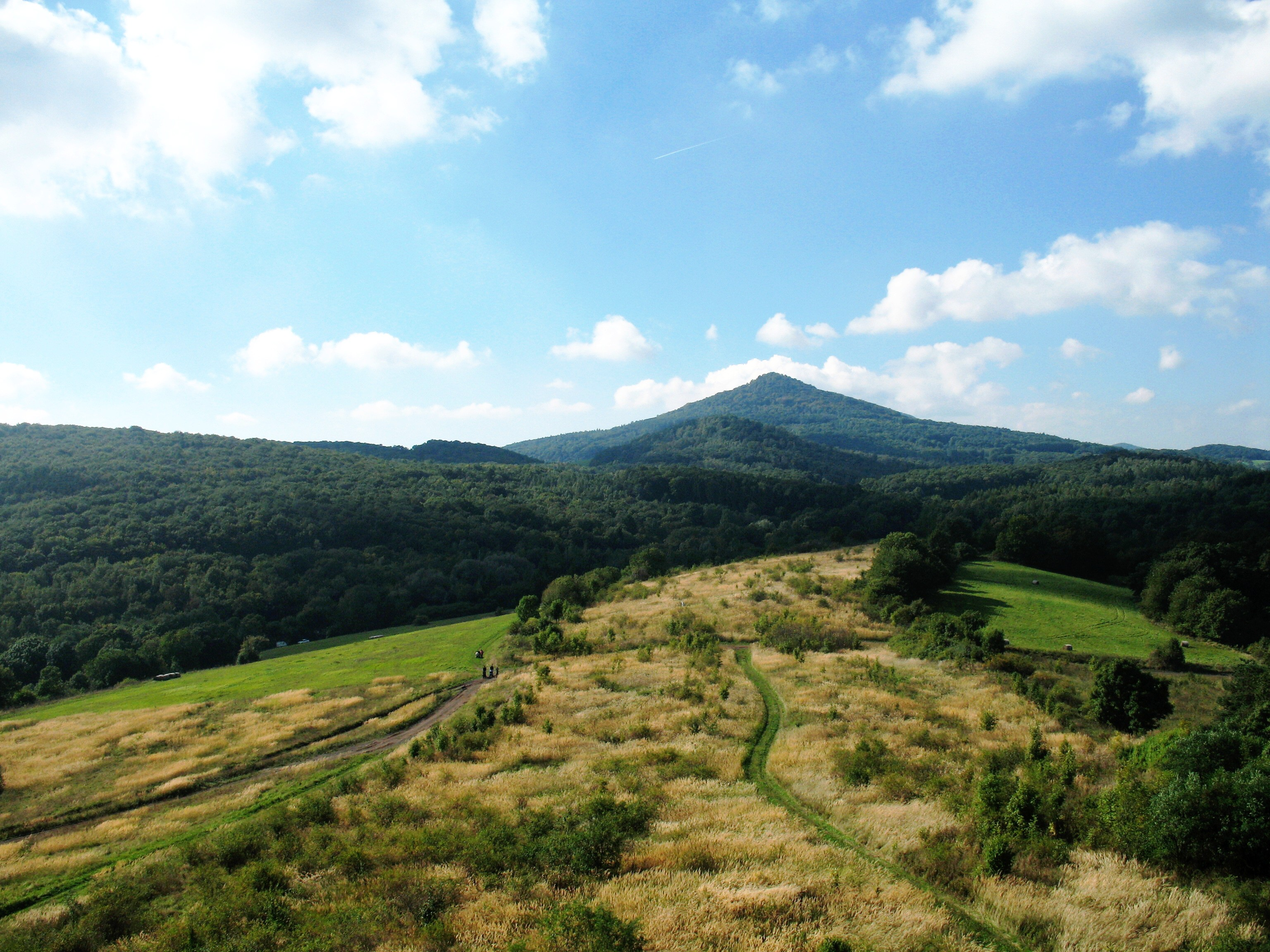
Cesta od nádraží, v pozadí Kletečná
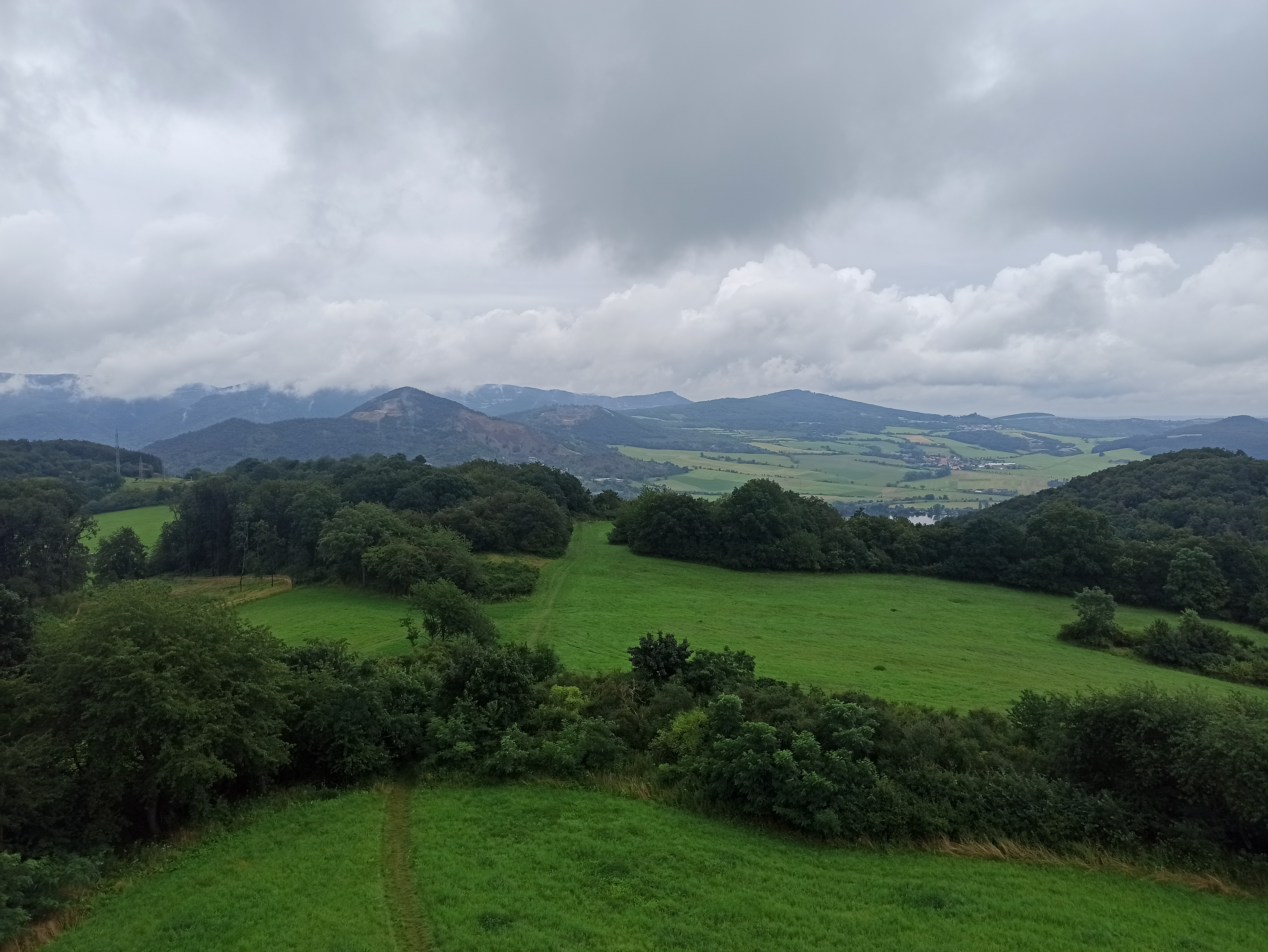
Pohled z rozhledny na východ